# Mariluz Bermúdez
Mariluz Bermúdez (San José, Costa Rica, 1986. február 26. –) Costa Rica-i színésznő, modell.

## Élete
1986. február 26-án született San Joséban. Édesanyja Claudia María Garnier Arias. Elvégezte a Televisa színészképzőjét.

## Karrierje
2008-ban debütált a Central de abastróban.
2009-ben a Camaleones című sorozatban Lorena Gonzálezt alakította.
2011-ben Karina szerepét játszotta az Una familia con suerte című sorozatban.
2012-ben vendégszerepet játszott a Könnyek királynője című telenovellában.
2013-ban megkapta Marilú Tapia szerepét a Mentir para vivirben.

## Filmográfia
| Év   | Cím                                     | Szerep                    |
| ---- | --------------------------------------- | ------------------------- |
| 2008 | Central de abasto                       | Rocio                     |
| 2009 | Camaleones                              | Lorena González           |
| 2011 | Una familia con suerte                  | Karina                    |
| 2012 | Könnyek királynője (Corona de lágrimas) | Cassandra                 |
| 2013 | Mentir para vivir                       | Marilú Tapia Bretón       |
| 2014 | A macska (La gata)                      | Virginia Martínez Negrete |
| 2015 | Simplemente Maria                       | Diana Bazaine Aparicio    |
| 2016 | Sueño de amor                           |                           |
| 2016 | Las Amazonas                            | Constanza Santos          |
| 2017 | El Bienamado                            | Valeria Cienfuegos        |